# Fisiocracia
La fisiocracia (en francés: physiocratie; del griego «gobierno de la naturaleza») fue una escuela de pensamiento económico y una teoría económica desarrollada por un grupo de economistas franceses de la Ilustración del siglo XVIII quienes creían que la riqueza de las naciones se derivaba solamente de la «agricultura de tierras» o el «desarrollo de tierras» y que los productos agrícolas deberían tener precios altos. El movimiento se caracterizaba principalmente por la creencia en que la política gubernamental no debía interferir con la operación de las leyes económicas naturales y que la tierra es la fuente de toda riqueza.Las teorías fisiocráticas se originaron en Francia y llegaron a su máxima popularidad durante la segunda mitad del siglo XVIII. La fisiocracia se convirtió en una de las primeras teorías sobre economía bien desarrolladas.
Fue fundada en Francia por el economista François Quesnay (1694-1774), médico de la corte de Madame de Pompadour y posteriormente de Luis XV. Otras figuras de importancia fueron el marqués de Mirabeau (1715-1789) y Anne Robert Jacques Turgot (1727-1781). Afirmaba la existencia de una ley natural por la cual el buen funcionamiento del sistema económico estaría asegurado sin la intervención del Estado. Su doctrina queda resumida en la expresión laissez faire. El movimiento precedió a la primera escuela moderna, la economía clásica, que tuvo inicio con la publicación de La riqueza de las naciones de Adam Smith, en 1776. 
El origen del término fisiocracia proviene del griego y quiere decir «gobierno de la naturaleza» o «imperio de la naturaleza», al considerar los fisiócratas que las leyes humanas debían estar en armonía con las leyes de la naturaleza. Esto está relacionado con la idea de que solo en las actividades agrícolas la naturaleza posibilita que el producto obtenido sea mayor que los insumos utilizados en la producción surgiendo así un excedente económico. Los fisiócratas imaginaban una sociedad en las que las leyes naturales económicas y morales tendrían pleno juego y en la que el derecho positivo estaría en armonía con el derecho natural. También imaginaban una sociedad predominantemente agrícola y, por tanto, atacaron el mercantilismo no sólo por su masa de regulaciones económicas, sino también por su énfasis en las manufacturas y el comercio exterior. Así, los fisiócratas calificaban de estériles las actividades como la manufactura o el comercio donde la incautación sería insuficiente para reponer los insumos utilizados. 

## Teoría fisiocrática
La fisiocracia surge como una reacción de tipo intelectual a la común concepción de la mente intervencionista del pensamiento mercantilista. Insistían en que la intervención de intermediarios en varias etapas del proceso de la producción y distribución de bienes tiende a reducir el nivel total de prosperidad y producción económica. Ejemplos de estas intervenciones eran muchas pero los fisiócratas se fijaban en los controles gubernamentales tales como los monopolios, impuestos excesivos, burgueses parasitarios y el feudalismo Europeo. Estas prácticas estaban asociadas con el corporativismo comercial o el énfasis desmesurado en el crecimiento industrial, los cuales estaban y están basados en el restrictivo interés privado. Y para ahondar más las diferencias, estudiaron los fondos, por lo que propugnaban el impuesto único sobre la tierra y sugerían la anulación de todos los establecidos por los mercantilistas. La tendencia general de los fisiócratas es el Librecambismo. La tarea del economista se reduce a descubrir el juego de las leyes naturales. La intervención del Estado es inútil, pues no haría otra cosa que interferir ese orden esencial. El interés de los fisiócratas se concentraba en gran medida en la definición de una estrategia macroeconómica de desarrollo que incluyera políticas coherentes. Es el primer movimiento que adopta un acercamiento sistemático a la teoría económica. Se creía que si esta ley era estudiada y enmendada, derivaría en condiciones armoniosas y beneficiosas para toda la humanidad. Fisiocracia se aplica al concepto total de un gobierno, no necesariamente a la actividad económica solamente. Porque los padres de esta teoría política veían el progreso económico como inseparable del progreso social, argumentando que gracias a la incrementada prosperidad natural, las rivalidades entre grupos oponentes van a disminuir porque al final del día va a costar más de lo que vale.

Es importante notar que los fisiócratas eran definidos indudablemente optimistas. Tenían confianza absoluta en la continuidad del progreso. Es a través del estudio sobre la demografía donde se demostraba más profusamente. Estimaban que la población aumentaba hasta el límite de subsistencia, y Dupont de Nemours, uno de los más destacados miembros de la escuela, presentó el ejemplo aritmético mencionado después por Malthus, esto es, el de las colonias inglesas que duplicaban su población cada 25 años debido a la abundancia de medios de subsistencia agrícolas de que disponían sus habitantes.
(Whittaker) ¿quién es Whittaker? 

## Importancia de la producción agrícola frente al comercio
Tierra y trabajo como fuentes de producción. Los autores del siglo XVII y principios del XVIII estimaban la tierra y el trabajo como los agentes o factores causantes de la producción. Esta opinión fue puesta en boga por el filósofo Thomas Hobbes. Al estudiar en su Leviatán, el aspecto económico de la comunidad o estado, dice: 
«En cuanto a la abundancia de materias, está limitada por la naturaleza a aquellos bienes que, manando de los dos senos de nuestra madre común la tierra y el mar, ofrece Dios al género humano, bien gratuitamente, bien a cambio del trabajo». (Hobbes) 
Para los fisiócratas, en oposición al mercantilismo, la riqueza de una nación procedía de su capacidad de producción y no de las riquezas acumuladas por el comercio internacional. Y consideraban que la única actividad generadora de riqueza para las naciones era la agricultura. Cantillon comienza su Ensayo sobre la naturaleza del comercio, en general diciendo que, «La tierra es la fuente o materia donde toda riqueza se produce. El trabajo del hombre es la forma que la produce: y la riqueza en sí no es nada, sino el sustento, comodidades y superfluidades de la vida». 
Turgot, cofundador de la fisiocracia, resume esta noción con el dicho, «El agricultor es la única persona cuyo trabajo produce algo más que el salario de su trabajo. Es, por lo tanto, la única fuente de toda riqueza». Y agrega: «La tierra le paga directamente el precio de su trabajo, aparte de cualquier otro hombre o convenio. La naturaleza no le regatea para obligarle a sostenerse con lo que es de todo punto necesario. Lo que le concede no está proporcionado ni a sus necesidades ni a una valuación contractual del precio de su día de trabajo. Es el resultado físico de la fertilidad del suelo, y de la sabiduría, mucho más que de la laboriosidad, de los medios que ha empleado para hacerla fértil. Tan pronto como el trabajo del agricultor produce más de lo requerido por sus necesidades, puede, con este excedente superfluo que la naturaleza le otorga como un puro don, por encima de la retribución de su esfuerzo, comprar el trabajo de otros miembros de la sociedad. Estos, al vendérselo, sólo obtienen su subsistencia; pero el agricultor recoge, además de su subsistencia, una riqueza que es independiente y disponible, que ha comprado y que la vende. Es, por lo tanto, la única fuente de riqueza, que, mediante su circulación, anima a todos los trabajos de la sociedad; porque es el único cuyo trabajo produce más salario de éste». (Whittaker) 
Los fisiócratas no fueron los únicos que atribuyeron especial importancia a la agricultura. Las ideas fisiocráticas parecen haber influido en Benjamín Franklin. Viviendo en un país en el que la agricultura era la principal actividad, y en el que las manufacturas y comercio que entonces existían satisfacían más que nada las necesidades de los agricultores, es comprensible que Franklin conviniera con los fisiócratas acerca de la importancia de la actividad agrícola. 
El siguiente párrafo presenta su posición: «...parece que no hay más que tres formas en las que una nación puede adquirir riquezas. La primera es mediante la guerra, como hicieron los romanos, saqueando a sus vecinos conquistados. Esto es robo. La segunda es por el comercio, que generalmente es engañoso. La tercera es por la agricultura, único medio honesto por el cual el hombre recibe un verdadero incremento de la simiente arrojada a la tierra, en una especie de milagro continuo, forjado en su favor por la mano de Dios, como recompensa por su vida inocente y laboriosidad virtuosa».
Los fisiócratas asumieron que dada su observación de los mercados, la manufactura era una actividad estéril, ya que no se veía un gran avance en este sector. Obviamente, esto se debía al tamaño de la industria de entonces, anterior a la revolución industrial. Lo cual constituye una falla en su análisis, que se deriva también del mayor interés en la productividad física y no en la productividad del valor. También defendían que la agricultura era el único sector productivo capaz de crear riqueza, mientras que el comercio y la industria tan solo permitían la distribución de esta riqueza; los fisiócratas estaban en contra de las políticas de comercio internacional mercantilismo, favorecedoras del proteccionismo.

## Historia
El sistema de fisiocracia fue aplicado a mediados del siglo XVIII, pues ciertamente no fue en la forma «pura» imaginado por sus creadores teóricos, sino a través de legislación detallada que favoreció recomendaciones privadas. Derivó en el periodo conocido como Ilustración. Reflexiones de la creencia en las leyes naturales se puede fijar en un sinnúmero de áreas, variando desde las ciencias naturales hasta las teorías del orden constitucional (Magill). 
En el Antiguo Régimen, Turgot sirvió como miembro de la corte de Luis XVI, la administración local de París, y escribió folletos y libretos sobre los temas relacionados con su trabajo: impuestos, comercio del grano, y dinero. 
Turgot afirmó que la abundancia vino del interés propio y que los mercados están conectados por los flujos de dinero (i.e. un costo para el comprador es crédito para el productor). 
Así él se dio cuenta de que la bajada de precios en tiempos de la escasez - campo común en ese entonces - era peligrosa económicamente pues sirvió como desaliento a la producción. Generalmente, Turgot abogó por menos interferencia del gobierno en el mercado de grano, pues cualquier actividad del gobierno daría a luz al acontecimiento que evitaría que la política trabajara. Un ejemplo sería que si el gobierno comprara maíz al exterior, sería la gente de allí quien se daría cuenta de que hay una probable escasez, y aumentaría su precio. 
Esta idea era un ejemplo temprano de la adaptación al librecambismo. En zonas anónimas publicadas, François Quesnay propuso un sistema conocido como «Diezmo Real» en el que sugirió una simplificación importante del código impositivo francés basada en cambiar relativamente a impuestos únicos en características y comercialización. Durante el período de la Guerra de los Siete Años, el movimiento de la fisiocracia comenzó a crecer. Varios diarios aparecieron, mostrando a una audiencia cada vez mayor en Francia las nuevas ideas económicas. Entre ellos el más importante era el Diario Económico (1721-1772), que promovió la agronomía y agricultura racional y el Diario de Comercio (1759-1762), que fue influenciado grandemente por el irlandés Richard Cantillon, y dos predominaron por fisiócratas; el Diario de la Agricultura y el Comercio y las finanzas del DES (1765-1774). Jean-Claude Marie Vicent de Gournay era el encargado principal del «Diario de Comercio» escribió Efemérides del ciudadano (1767-1772 y 1774-1776). En donde se condenaba el exclusivismo de los gremios comerciales, la multiplicidad de impuestos en la tierra, y precios artificialmente fijados en materias primas, como el grano. Aunque los fisiócratas lograron cambiar mucha legislación abusiva e introdujeron una plétora de ideas socioeconómico-políticas, los intereses capitalistas triunfaron al final dado el interés predominante por el crecimiento industrial por encima de la agrícola (Wittaker).

## Fisiocracia como ciencia social
Los fisiocráticos son generalmente considerados como los fundadores reales de las ciencias sociales. Fueron, de hecho, los primeros en emplear el método científico, en dirigir un movimiento que hizo investigaciones sobre fenómenos sociales. 
Un movimiento comparable con el desarrollo de la química. Es entonces cuando escritores como Rousseau basan su origen de sociedad en un acuerdo entre hombres y un contrato social. Encontró el origen de la legislatura, los caprichos de los hombres y criticó la propiedad individual y la desigualdad entre hombres. Montesquieu habla de las leyes que gobiernan todo en la tierra como la materia y la naturaleza, y que el hombre no es diferente en ese sentido. Todo este pensamiento nació de los descubrimientos fisiocráticos. Ellos propusieron que las sociedades no nacieron por casualidad, sino que provienen de la naturaleza del hombre. 
La sociedad es el proveedor de la libertad, ya que no podemos sobrevivir como especie sin la ayuda de nuestros hermanos. El deseo de asociación nos unifica; el interés personal nos mueve. Dos fuerzas aparentemente antagonistas producen una acción armoniosa. Pero esta sociedad incluye el principio de que cada derecho involucra una obligación correlativa y recíproca (Higgs).
Si no se aceptaban estos términos y surgían crímenes o desobediencias, la autoridad velaba para que se cumpliera la ley. Es importante notar que la autoridad no puede crear leyes, sino solo administrar su seguimiento. Ellos recomendaban el uso de un príncipe absoluto que siempre tiene que tener su interés volcado en los intereses personales de su ciudadanía. Solo debía haber un impuesto sobre la tierra que se pagaba a las instituciones gubernamentales. Como una contrapartida a su poder habría un instituto independiente judicial que aseguraba el seguimiento de las leyes naturales de parte del soberano. Y también de administrar un sistema de educación suficientemente grande para dar a cada ciudadano el entendimiento de las leyes sociales y naturales. Es importante notar que no todos los fundadores fisiocráticos estaban de acuerdo en este tema. El más notable entre ellos fue Turgot (Higgs).

## Crítica
La fisiocracia no fue recibida con los brazos abiertos por muchas razones, no siendo todas intelectuales. Sus oponentes fueron muchos, incluyendo a los mercantilistas que hasta entonces habían dirigido la política económica de la corte de Francia, y a los incipientes liberales liderados por Adam Smith, quien publicaría una respuesta crítica a la fisiocracia. Aunque Smith creía en muchas de las doctrinas expuestas por los fisiócratas, no aceptaba el calificativo de las clases mercantiles y artesanales como estériles e improductivas. Sí reconocía que la agricultura era la más productiva de las ocupaciones, pero sostenía que las otras ocupaciones deberían ser denominadas como menos productivas, no como improductivas. Para demostrar la verdad de su afirmación, Smith observó que incluso la clase social más baja «produce anualmente el valor de su propio consumo anual, y perpetúa, al menos, la existencia del capital que le mantiene y emplea».
Otro crítico, Alexander Hamilton, condena la idea de impuestos y renta sobre la tierra diciendo: «Parece haberse pasado por alto que la tierra es en sí un capital, anticipado o alquilado por el propietario al arrendatario, y que la renta que recibe es sólo el beneficio ordinario de un cierto capital en forma de la tierra, no explotada por el mismo propietario, sino por otro, al que se la presta o alquila, y el que, de su parte, anticipa un segundo capital, para preparar y mejorar la tierra, por el que recibe el beneficio usual...»